# Oximetolona

Es un esteroide oral fuerte y efectivo, desarrollado por "Syntex" en 1960; con efecto androgénico bastante efectivo en el aumento de la masa muscular y la fuerza, sin embargo, estudios médicos han comprobado que aumenta altamente el volumen, por lo que conviene utilizarlo en preparaciones de ganancia de peso. Este esteroide ha sido ampliamente utilizado entre fisiculturistas y atletas. Cabe destacar que a diferencia de otros medicamentos, en dosis altas, llega a ser muy dañino para el hígado. La aplicación clínica es para anemia y osteoporosis.

## Efectos primarios
Algunos estudios clínicos han demostrado efectos androgénicos bastante fuertes, acompañado de efectos anabólicos bastante intensos, crecimiento sostenido de la masa muscular, acompañado de aumento de fuerza, pero estos cambios tienen un tiempo limitado, pues la vida media del efecto del anadrol es de 9 horas. La retención de agua en los músculos produce un efecto de "falsa hipertrofia" que ayuda a restituir las fibras musculares después del ejercicio.
Otro de los factores es que la oximetolona incrementa la eritropoyesis (número de eritrocitos circulantes) para mejorar el funcionamiento aeróbico permitiendo que el músculo obtenga más oxígeno. El músculo tiene así una resistencia y un nivel de funcionamiento más altos.

## Efectos secundarios
Los efectos indeseables agudos incluye náuseas, edemas, acné, masculinización como "voz profunda", exceso de vello facial-corporal, hipertrofia de clítoris. Además, la oximetolona es rápidamente polimerizada por la enzima aromatasa formando un progestágeno, y a menos que el modulador selectivo de los receptores estrogénicos como tamoxifeno o clomifeno sean ingeridos con la droga, hay significativo riesgo de la aparición de efectos estrogénicos tales como la ginecomastia. Sin embargo todos estos efectos pueden ser evitados con la supervisión médica pertinente y con la debida medicación auxiliar.
Debido a la estructura 17α-alkilato, la oximetolona es altamente hepatotóxico. Su uso sostenido causa una variedad de problemas: hepatitis, cáncer de hígado, cirrosis. Se considera peligroso tomar oximetolona en altas dosis en periodos de más de seis semanas, siendo comúnmente usada por culturistas al comienzo de un ciclo esteroide para ayudar a ganar masa muscular e incrementar niveles séricos de andrógenos rápidamente.
- Datos: Q420864
- Multimedia: Oxymetholone / Q420864